# Capparis humilis
Capparis humilis là một loài thực vật có hoa trong họ Capparaceae. Loài này được Hassl. mô tả khoa học đầu tiên năm 1913.